# NGC 1934
NGC 1934 is een emissienevel in de Grote Magelhaense Wolk in het sterrenbeeld Goudvis. Het hemelobject werd op 23 november 1834 ontdekt door de Britse astronoom John Herschel.

## Synoniemen
- ESO 56-SC109